# Дигилевский сельсовет
Дигилевский сельсовет — сельское поселение в Городищенском районе Пензенской области Российской Федерации.
Административный центр — село Дигилевка.

## История
Статус и границы сельского поселения установлены Законом Пензенской области от 2 ноября 2004 года № 690-ЗПО «О границах муниципальных образований Пензенской области».

## Население
| 2002 | 2010 | 2012 | 2013 | 2014 | 2015 | 2016 |
| ---- | ---- | ---- | ---- | ---- | ---- | ---- |
| 653  | ↘475 | ↘441 | ↘440 | ↘415 | ↘410 | ↘394 |
| 2017 | 2018 | 2021 |      |      |      |      |
| ↘386 | ↘377 | ↘305 |      |      |      |      |

## Состав сельского поселения
| № | Населённый пункт | Тип населённого пункта       | Население |
| - | ---------------- | ---------------------------- | --------- |
| 1 | Дигилевка        | село, административный центр | ↘416      |
| 2 | Соловейка        | село                         | ↘59       |